# Krähenstein (Rumänien)
Der Krähenstein (rumänisch Vârful Ciucaş) ist der höchste Gipfel im gleichnamigen Krähensteingebirge (rumänisch Muntii Ciucas). Von seinem Gipfel aus bietet sich eine wunderschöne Aussicht auf das Burzenland, Kronstadt und auf den Bergkurort Cheia. Nahe dem Gipfel des Krähenteins liegt das Berghotel Cabana Varful Ciucas. Der Krähenstein und das ganze Krähensteingebirge reizt vor allem durch seine eigenartigen Felsformationen.

## Erreichbarkeit

### Variante I
Die Forststraße führt über die DN1A Ploiesti-Brasov, etwas oberhalb der Keia-Station in Richtung Siebendörfer, neben dem Wasserwerk.
Am leichtesten gelangt man zum Krähenstein mit dem Pkw auf der Straße 1A, von Siebendörfer (Săcele) über den Bratocea-Pass bis zum Muntele Rosu, dem Roten Berg, der so genannt wird, weil er während der Alpenrosenblüte auffallend rot leuchtet. Im ersten Teil passiert die Forststraße das Berii-Tal und folgt ungefähr der mit Blaukreuz gekennzeichneten Straße. Im letzten Teil der Straße gibt es mehrere enge und steile Serpentinen, für die ein geländegängiger Wagen empfehlenswert ist.

### Variante II
Die Markierung blaues Kreuz führt in 3 bis 3½  Stunden auf einer mittelschwere Route zum Gipfel. Der Weg beginnt beim Zăganu Hotel in Cheia, der der Nationalstraße DN1A Ploieşti-Braşov  bis ins Berii-Tal folgt. Die Route führt weiter entlang der Forststraße nach Fântânea Nicolae Ioan, wo sie sich mit der Route kreuzt, die von der Cabana Munte Roşu kommt. Die Straße steigt das Beria-Tal hinauf. Dann fährt man ca. 20 Minuten weiter, bis man Pasul Bratocea erreicht. Von hier bis zum Krähenstein dauert es noch etwa 10 Minuten.